# Cenote Lagoon
Cenote Lagoon är en sjö i Belize. Den ligger i distriktet Corozal, i den norra delen av landet, 100 km norr om huvudstaden Belmopan.